# Нелинеарни електрични елементи
Нелинеарни електрични елементи или елементи нелинеарних електричних мрежа су елементи чија напонско-струјна карактеристика није линеарна. На примеру сијалице са волфрамовим влакном, може се уочити да је промена отпорности последица промене температуре влакна.
Струја која кроз њих пролази не зависи од напона линеарно, већ по формули:
{\displaystyle I=I_{0}e^{V/V_{T}}.}

## Подела
У прву групу елемената нелинеарних електричних мрежа спадају елементи чија је нелинеарност последица промена услова рада. Овим елементима особина да је нелинеарност последица промена услова рада није суштинска особина. На пример, ако проводнике држимо на подесан начин на сталној температури, њихова отпорност се не мења са променом јачине струје кроз њих. Међутим, ако се њихова температура не одржава константном (што је у пракси најчешће случај), они су нелинеарни, пошто се са променом јачине струје мења њихова температура, те и отпорност.
У другу групу нелинеарних елемената могу се разврстати они чија је напонско-струјна карактеристика нелинеарна чак и при сасвим константним радним условима. Нелинеарност ових елемената је њихова суштинска карактеристика. У ову групу спадају сви тзв. полупроводнички елементи, као што су транзистори, полупроводничке диоде (германијумске диоде, силицијумске диоде, итд.), све вакуумске и гасне цеви, као и неки полупроводнички керамички отпорници.

### Представници
Најпознатији представник прве групе елемената су термистори. Пример нелинеарног отпорника прве групе је отпорник у виду гвоздене нити смештене у стаклени балон испуњен водоником. Одабирањем притиска водоника у балону и димензија балона могуће је мењати услове одвођења топлоте развијене у нити када кроз њу проструји струја. Он има изванредну корисну особину: јачина струје кроз њега остаје приближно константна у широком опсегу напона између њихових крајева.
Као први нелинеарни елемент друге групе, поменимо полупроводничке керамичке нелинеарне отпорнике. Општим именом овакви нелинеарни отпорници се називају варистори. Једна врста су тзв. тиритни отпорници. Титрит је материјал који се добија пресовањем и каснијом посебном термичком обрадом смеше глине и силицијум карбида, са малим додатком графита. Од тирита се праве пљоснати цилиндри којима се додају контакти и тако добијају отпорници. Тиритни отпорници и други варистори користе се за заштиту разних уређаја од пренапона (на пример, од непредвиђено високих напона који се јављају при удару грома у напојну мрежу).

## Термистори и варистори
Нелинеарни отпорници са симетричном напонско-струјном карактеристиком се деле на: термисторе и варисторе.
Особине оваквих отпорника не зависе од смера струје кроз њих, односно напона између њихових крајева. Од огромне важности су нелинеарни елементи чија је карактеристика несиметрична, посебно ако је несиметрија јако изражена. У ову групу спадају разне врсте полупроводничких и вакуумских диода.

### Полупроводничке диоде
Полупроводничке диоде су направе начињене од два материјала који имају различите врсте електричне проводности, условљене различитим примесама у њиховој кристалној решетки. Један од материјала има тзв. електронску проводност, тј. то може бити метал или полупроводник у коме су слободни носиоци наелектрисања електрони. Други материјал има електричну проводност која је последица постојања тзв. шупљина у кристалној решетки, прецизније недостатка електрона. Захваљујући условима који постоје на додирној површини оваква два материјала, проводност споја је у једном смеру далеко већа од проводности у другом смеру.

### Вакуумске диоде
Вакуумска диода је састављена од две електроде: аноде и загрејане катоде, смештене у стаклени или метални балон из кога је извучен ваздух. Катода је начињена од посебног материјала који има особину да емитује електроне када се довољно загреје (тзв. термоелетронска емисија). Ако се вакуумска диода прикључи на извор напона тако да анода буде позитивна, кроз њу ће постојати струја, пошто ће електрони које емитује катода бити повучени од позитивне аноде. Ако се диода прикључи на извор тако да катода буде на вишем потенцијалу од аноде, кроз диоду неће бити струје (сем у случају веома малих напона), пошто тада електрично поље које потиче од страног извора спречава електроне који се налазе око катоде да стигну до аноде.
Диоде, посебно полупроводничке, имају огроман практичан значај и веома широку примену. На пример, савремени брзи електронски рачунари имају огромну брзину и компактност захваљујући полупроводничким елементима, међу којима и полупроводничким диодама. Диоде се такође користе да се од временски променљиве струје добије приближно временски константна струја.